# Chambre des métiers
La Chambre des métiers ou CDM (en luxembourgeois : Handwierkerkummer) est une chambre professionnelle responsable de la représentation de toutes les entreprises de l'artisanat au Luxembourg.
Jusqu'en 1945, elle était appelée la chambre des artisans.

## Historique
Par la loi du 4 avril 1924 portant « création de chambres professionnelles à base élective », la Chambre des artisans est créée. 
Par l'arrêté grand-ducal du 8 octobre 1945, la chambre des artisans est réorganisée et devient la chambre des métiers.

## Organisation
Liste des présidents :
- 1925 - 1926 : Pierre Weber
- 1926 - 1929 : François Moes
- 1929 - 1945 : Jean Witry
- 1947 - 1957 : Paul Theisen
- 1957 - 1979 : Joseph Bevard
- 1979 - 1997 : Ady Kieffer
- 1997 - 2007 : Paul Reckinger
- depuis 2007 : Roland Kuhn